# 2017년 1월
| 2017년: 1월 · 2월 · 3월 · 4월 · 5월 · 6월 · 7월 · 8월 · 9월 · 10월 · 11월 · 12월 |

| \| 2017년 1월 1일 (일요일) \| \| 편집 \| |  |      |
| 정치 - 감비아의 야히아 자메 대통령의 2016년 감비아 대통령 선거 패배 불복(不服)과 관련하여 서아프리카 경제 공동체(ECOWAS)가 군사적 개입을 경고하였다. 국제 관계 - 조선민주주의인민공화국의 김정은이 신년사를 통해 대륙간탄도유도탄(ICBM)의 시험발사가 마무리 단계임을 밝혔다. - 유엔 안전 보장 이사회의 비상임이사국 볼리비아, 에티오피아, 이탈리아, 카자흐스탄, 스웨덴의 임기가 시작되었다. - 안토니우 구테흐스가 UN 사무총장에 취임했다. 과학·기술 - 한국 표준시(KST, UTC+09)를 기준으로 1월 1일 오전 8시 59분 60초에 윤초(潤秒)가 실시되다. 윤초가 실시되면, 1초의 시간을 더한다. 재해·사고 - 터키 이스탄불에서 나이트클럽 테러 사건이 발생하여, 최소 39명이 사망하고, 60명 이상이 부상을 입었다. - 브라질 수데스치 지방 캄피나스(Campinas)의 한 신년모임에서 총격사건이 발생해 최소 11명이 사망하였다. - 부룬디의 환경장관 엠마누엘 니욘쿠루가 수도 부줌부라에서 총격을 받고 사망하였다. |  |      |
| 2017년 1월 1일 (일요일) |  | 편집 |

| 2017년 1월 1일 (일요일) |  | 편집 |

| \| 2017년 1월 2일 (월요일) \| \| 편집 \| |  |      |
| 무력 충돌·공격 - 이슬람 국가(ISIS)가 2017년 이스탄불 나이트클럽 테러의 배후임을 자처하는 성명을 발표하였다. 법과 범죄 - 박근혜-최순실 게이트의 관련 인물 중 하나인 정유라가 덴마크에서 불법체류 혐의로 체포되었다. 재해·사고 - 이라크의 수도 바그다드 시아파 지역에서 2017년 바그다드 폭탄 테러 사건이 발생하여 최소 70명이 사망하고, 100명 이상이 부상을 입었다. - 브라질의 한 교도소에서 폭동이 발생하여 최소 60명이 사망하였다. 부고 - 미술비평가이며, 소설가인 존 버거(John Berger)가 파리 근교의 자택에서 사망하였다. |  |      |
| 2017년 1월 2일 (월요일) |  | 편집 |

| 2017년 1월 2일 (월요일) |  | 편집 |

| \| 2017년 1월 3일 (화요일) \| \| 편집 \| |  |      |
| 정치 - 미국 대통령 당선자 도널드 트럼프가 로버트 라이시저를 미국 무역대표부 대표에 지명하였다. - 미국 하원 의장 선거에서 공화당 폴 라이언(Paul Ryan) 현 의장이 239표를 얻으며 연임하였다. 법과 범죄 - 홍콩의 전(前) 행정장관 도널드 창이 법원에 출석해 자신의 부정부패 혐의에 대하여 무죄를 주장하였다. 염정공서(廉政公署, ICAC)는 지난 2015년 부정부패 혐의로 도널드 창을 기소하였다. |  |      |
| 2017년 1월 3일 (화요일) |  | 편집 |

| 2017년 1월 3일 (화요일) |  | 편집 |

| \| 2017년 1월 4일 (수요일) \| \| 편집 \| |  |      |
| 사건·사고 - 미국 뉴욕의 브루클린에서 롱아일랜드 철도의 통근 열차가 탈선하며 최소 37명이 부상을 입었다. 부고 - 프랑스의 지휘자 조르주 프레트르가 자신의 별장에서 숨을 거뒀다. |  |      |
| 2017년 1월 4일 (수요일) |  | 편집 |

| 2017년 1월 4일 (수요일) |  | 편집 |

| \| 2017년 1월 5일 (목요일) \| \| 편집 \| |  |      |
| 경제 - 멕시코에서 휘발유 가격 인상에 대한 항의 시위와 약탈이 이어지면서 경찰관 1명이 숨지고, 600여 명이 체포되었다. 멕시코 정부는 시장 자유화를 위해 2017년 새해 부터 휘발유 판매 가격을 최고 20.1% 인상하였다. |  |      |
| 2017년 1월 5일 (목요일) |  | 편집 |

| 2017년 1월 5일 (목요일) |  | 편집 |

| \| 2017년 1월 6일 (금요일) \| \| 편집 \| |  |      |
| 사건·사고 - 포트로더데일 공항 총기 난사 사건: 미국 플로리다주(州)의 포트로더데일 국제 공항에서 총격 사건이 일어나 최소 5명이 사망하였다. 부고 - 인도의 배우 옴 푸리(Om Puri)가 뭄바이의 자택에서 심장마비로 숨졌다. |  |      |
| 2017년 1월 6일 (금요일) |  | 편집 |

| 2017년 1월 6일 (금요일) |  | 편집 |

| \| 2017년 1월 7일 (토요일) \| \| 편집 \| |  |      |
| 정치 - 대한민국 전역에서 촛불 시위가 이어졌으며, 탄핵된 박근혜 대통령에 대한 헌법재판소의 신속한 박근혜 대통령 탄핵 소추안 인용을 요구하였다. - 가나에서 나나 아쿠포아도 신임 대통령이 취임하였다. 아도 대통령은 앞서 치러진 선거에서 존 드라마니 마하마 전 대통령에 100만표 가량을 앞선 약 570만표를 득표하며 승리하였다. 사건·사고 - 태국 남부 지역에서 돌발홍수로 인해 최소 18명이 숨졌다. - 유럽에 혹한이 엄습하였다. 모스크바와 동유럽의 기온은 영하 30도까지 떨어져으며, 폴란드에서는 10명이 동사(凍死)하였다. 부고 - 포르투갈의 대통령을 지낸 마리우 소아르스가 사망하였다. |  |      |
| 2017년 1월 7일 (토요일) |  | 편집 |

| 2017년 1월 7일 (토요일) |  | 편집 |

| \| 2017년 1월 8일 (일요일) \| \| 편집 \| |  |      |
| 무력 충돌·공격 - 이라크 바그다드 동부의 한 시장에서 차량을 이용한 자살 폭탄 테러가 발생하였다. 이로 인하여 최소 12명이 숨지고, 50명이 부상을 입었으며, 이슬람 국가는 자신들이 배후임을 자처하였다. 문화 - 미국 캘리포니아주(州) 베벌리힐스의 베벌리 힐튼 호텔에서 제74회 골든 글로브상 시상식이 열렸다. 부고 - 악바르 하셰미 라프산자니 전(前) 이란 대통령이 사망하였다. |  |      |
| 2017년 1월 8일 (일요일) |  | 편집 |

| 2017년 1월 8일 (일요일) |  | 편집 |

| \| 2017년 1월 9일 (월요일) \| \| 편집 \| |  |      |
| 법과 범죄 - 반인도적 범죄로 유죄 판결을 받은 이센 아브레 전(前) 차드 대통령의 변호인이 항소를 개시하며, 재판 과정에 부정 행위가 있었다고 주장하였다. |  |      |
| 2017년 1월 9일 (월요일) |  | 편집 |

| 2017년 1월 9일 (월요일) |  | 편집 |

| \| 2017년 1월 10일 (화요일) \| \| 편집 \| |  |      |
| 정치 - 팔레스타인 자치 정부는 미국대사관을 텔아비브에서 예루살렘으로 옮길 경우, 이스라엘에 대한 인정을 철회할 것이라고 밝혔다. - 테헤란에서 악바르 하셰미 라프산자니 전(前) 이란 대통령의 장례식이 진행되었으며, 수십만 명의 시민들이 참석하였다. - 도널드 트럼프가 사위인 재러드 쿠슈너를 백악관 선임고문에 지명하였다. - 버락 오바마 미국 대통령이 시카고에서 고별연설을 진행하였다. 오바마 대통령은 오는 20일 퇴임을 앞두고있다. 토목 - 아디스아바바-지부티 철도의 공사가 완료되었다. 사건·사고 - 아프가니스탄 카불의 국회의사당 인근에서 두 번의 폭탄 폭발이 있었으며, 이로 인하여 최소 38명이 사망하였다. 스포츠 - 국제축구연맹(FIFA)은 2026년 FIFA 월드컵부터 본선 출전 국가 수를 48개국으로 늘이기로 결정하였다. 현재는 36개국이다. 부고 - 로만 헤어초크 전(前) 독일 대통령이 바덴뷔르템베르크 주(州)의 한 병원에서 숨졌다. |  |      |
| 2017년 1월 10일 (화요일) |  | 편집 |

| 2017년 1월 10일 (화요일) |  | 편집 |

| \| 2017년 1월 11일 (수요일) \| \| 편집 \| |  |      |
| 정치 - 도널드 트럼프가 대통령 선거 당선인 신분으로는 첫 기자회견을 가졌다. 직전 기자회견은 2016년 7월 27일이다. 문화 - 함부르크의 엘베필하모니가 공식 개관하고, 북독일 방송 엘베필하모니 교향악단이 공연을 하였다. 엘프필하모니는 당초 2010년 공사를 완료하여 개관하려했으나, 공사 지연으로 지난 해 10월 31일에서야 공사가 완료되었다. 과학·기술 - 노르웨이의 단계적 FM 라디오 송출 중단이 시작되었다. 노르웨이 정부는 북부의 도시인보되(Bodø) 지역을 시작으로, 올 연말까지 모든 국영 FM 방송의 송출을 중단할 예정이다. |  |      |
| 2017년 1월 11일 (수요일) |  | 편집 |

| 2017년 1월 11일 (수요일) |  | 편집 |

| \| 2017년 1월 12일 (목요일) \| \| 편집 \| |  |      |
| 정치 - 버락 오바마 대통령이 조 바이든 부통령에 대통령 자유 훈장을 수여하였다. 스포츠 - 미국의 내셔널 풋볼 리그(NFL) 서부지구에 속한 샌디에이고 차저스가 로스앤젤레스로 연고지를 이전하였다. 차저스는 이후 두 시즌 동안 카슨에 위치한 스텁헙 센터(StubHub Center)에서 경기를 갖을 예정이다. |  |      |
| 2017년 1월 12일 (목요일) |  | 편집 |

| 2017년 1월 12일 (목요일) |  | 편집 |

| \| 2017년 1월 13일 (금요일) \| \| 편집 \| |  |      |
| 국제 관계 - 레제프 타이이프 에르도안 터키 대통령이 키프로스 평화협상 결렬과 관련하여 터키군의 완전 철수는 불가하다고 확인하였다. 보건 - 브라질 동남부의 미나스제라이스 주(州)의 페르난두 피멘테우 주지사가 황열병 확산에 관련한 공공보건 비상사태를 선포하였다. 미나스제라이스 주 내에서는 최소 110명의 황열병 감염이 보고되었으며, 이중 30명이 사망하였다. 재해 - 한파의 영향으로 프랑스에서 33만 가구의 전기 공급이 일시 중단되었다. 유럽 지역의 한파로 피해가 이어지고 있으며, 최소 60여 명이 이번 한파로 숨졌다. |  |      |
| 2017년 1월 13일 (금요일) |  | 편집 |

| 2017년 1월 13일 (금요일) |  | 편집 |

| \| 2017년 1월 14일 (토요일) \| \| 편집 \| |  |      |
| 정치 - 대한민국 전역에서 탄핵된 박근혜 대통령에 대한 헌법재판소의 신속한 박근혜 대통령 탄핵 소추안 인용을 요구하는 촛불 시위가 이어졌다. 겨울 한파 속에서 약 14만 명(전국)의 인원이 참석하였다. 스포츠 - 가봉에서 2017년 아프리카 네이션스컵이 시작되었다. 부고 - 중화인민공화국의 경제학자이며 언어학자인 저우유광(周有光)이 향년 111세로 숨졌다. 저우유광은 1958년 중화인민공화국에서 채택된 한어 병음의 수립과 보급을 한 것으로 알려진 인물이다. |  |      |
| 2017년 1월 14일 (토요일) |  | 편집 |

| 2017년 1월 14일 (토요일) |  | 편집 |

| \| 2017년 1월 15일 (일요일) \| \| 편집 \| |  |      |
| 과학·기술 - 미국의 스페이스X사(社)가 팰컨 9 발사에 성공하였다. 또한 재활용이 가능한 1단 로켓이 태평양에서 바지선에 착륙·회수되었다. 사건·사고 - 대한민국 여수시의 여수 수산시장에서 화재가 발생, 116개 가게가 모두 불타는 피해가 발생하였다. - 타이 남부에서 계속되는 호우로 홍수 피해가 이어지고 있다. 최소 25명이 숨졌으며, 100만 명 이상의 이재민이 발생했다. |  |      |
| 2017년 1월 15일 (일요일) |  | 편집 |

| 2017년 1월 15일 (일요일) |  | 편집 |

| \| 2017년 1월 16일 (월요일) \| \| 편집 \| |  |      |
| 법과 범죄 - 박근혜-최순실 게이트와 관련한 특검이 이재용에 대한 구속영장을 청구하였다. 이재용 삼성전자 부회장은 뇌물·횡령·위증 혐의를 받고 있다. 사건·사고 - 터키항공의 화물기가 추락하는 사고가 발생하였다. 이 사고로 4명의 승무원 전원과, 지상에 있던 33명이 사망하였다. 부고 - 미국 항공우주국의 우주비행사였던 유진 서넌이 휴스턴의 한 병원에서 숨졌다. |  |      |
| 2017년 1월 16일 (월요일) |  | 편집 |

| 2017년 1월 16일 (월요일) |  | 편집 |

| \| 2017년 1월 17일 (화요일) \| \| 편집 \| |  |      |
| 정치 - 감비아의 야히아 자메 대통령이 90일간의 국가 비상사태를 선포하였다. 자메 대통령은 지난 2016년 12월의 선거에서 패배한 뒤 이를 처음에 인정하였으나, 이후 불복하였다. 한편, 이번 비상사태 선포로 19일로 예정되었던 아다마 배로 당선자의 취임식은 더욱 불투명해졌다. 국제 관계 - 안토니오 타야니 전 유럽연합(EU) 집행위원이 유럽 의회 신임의장으로 선출되었다. 법과 범죄 - 버락 오바마 미국 대통령이 첼시 매닝 등 209명을 감형 조치하고, 64명을 사면하였다. 경제 - 브리티쉬 아메리칸 토바코(BAT) 사(社)가 494억달러에 레이놀즈 아메리칸의 주식 57.8%를 인수하기로 하였다. BAT는 이미 레이놀즈 아메리칸의 주식 42.2%를 가진 대주주로, 이번 인수가 주주총회와 당국의 승인을 받게되면 세계 최대의 담배회사가 된다. |  |      |
| 2017년 1월 17일 (화요일) |  | 편집 |

| 2017년 1월 17일 (화요일) |  | 편집 |

| \| 2017년 1월 18일 (수요일) \| \| 편집 \| |  |      |
| 무력 충돌·공격 - 말리 북부의 도시 가오에서 군사 기지를 겨냥한 자살 폭탄 테러가 발생하였다. 이로 인하여 최소 60명이 사망하고, 115명이 부상을 입었다. 국제 관계 - 러시아 외무부가 에드워드 스노든의 거주허가를 2020년까지 연장하기로 하였다. 스노든은 지난 2013년미국 국가안보국(NSA)의 무차별적인 개인정보 수집 실태를 폭로한 인물이다. 자연재해 - 이탈리아 중부지역에서 지진이 발생하였다. |  |      |
| 2017년 1월 18일 (수요일) |  | 편집 |

| 2017년 1월 18일 (수요일) |  | 편집 |

| \| 2017년 1월 19일 (목요일) \| \| 편집 \| |  |      |
| 법과 범죄 - 이재용에 대한 구속영장이 기각되었다. 이재용 삼성전자 부회장은 박근혜-최순실 게이트와 관련한 특검의 구속영장 청구로 18일 출두하여 영장실질심사를 받았으며, 19일 새벽 구속영장이 기각됨에 따라 풀려났다. 사건·사고 - 이란 테헤란의 플라스코 빌딩에 화재가 발생하였으며, 이를 진압하던 중 건물이 붕괴하였다. 소방관 30여 명 등이 숨졌으며, 수십 명이 부상을 입었다. |  |      |
| 2017년 1월 19일 (목요일) |  | 편집 |

| 2017년 1월 19일 (목요일) |  | 편집 |

| \| 2017년 1월 20일 (금요일) \| \| 편집 \| |  |      |
| 정치 - 도널드 트럼프가 제45대 미국 대통령으로 취임했다. 트럼프는 지난 2016년 11월 대통령 선거에서 득표수는 힐러리 클린턴에 뒤졌으나, 선거인 획득에서 앞서며 승리하였다. 사건·사고 - 호주 멜버른의 버크 가에서 차량이 인도로 돌진하며 최소 3명이 숨지고, 20여 명이 부상을 입었다. 자연재해 - 남태평양 솔로몬 제도 인근에서 규모 7.9의 지진이 발생했다. |  |      |
| 2017년 1월 20일 (금요일) |  | 편집 |

| 2017년 1월 20일 (금요일) |  | 편집 |

| \| 2017년 1월 21일 (토요일) \| \| 편집 \|                                                          |  |      |
| 사회 - 대한민국의 철도 노선인 수도권 전철 경의·중앙선 용문역 ~ 지평역 구간 연장 운행이 시작되었다. |  |      |
| 2017년 1월 21일 (토요일)                                                                           |  | 편집 |

| 2017년 1월 21일 (토요일) |  | 편집 |

| \| 2017년 1월 22일 (일요일) \| \| 편집 \|                                                                                                  |  |      |
| 사건·사고 - 서울 지하철 2호선 잠실새내(구 신천)역에서 서울메트로 소속 2036호 열차 세번째칸 하부에서 화재가 발생하였으나 인명사고는 없었다. |  |      |
| 2017년 1월 22일 (일요일) |  | 편집 |

| 2017년 1월 22일 (일요일) |  | 편집 |

| \| 2017년 1월 23일 (월요일) \| \| 편집 \| |  |      |
|                                           |  |      |
| 2017년 1월 23일 (월요일)                  |  | 편집 |

| 2017년 1월 23일 (월요일) |  | 편집 |

| \| 2017년 1월 24일 (화요일) \| \| 편집 \| |  |      |
|                                           |  |      |
| 2017년 1월 24일 (화요일)                  |  | 편집 |

| 2017년 1월 24일 (화요일) |  | 편집 |

| \| 2017년 1월 25일 (수요일) \| \| 편집 \| |  |      |
|                                           |  |      |
| 2017년 1월 25일 (수요일)                  |  | 편집 |

| 2017년 1월 25일 (수요일) |  | 편집 |

| \| 2017년 1월 26일 (목요일) \| \| 편집 \| |  |      |
|                                           |  |      |
| 2017년 1월 26일 (목요일)                  |  | 편집 |

| 2017년 1월 26일 (목요일) |  | 편집 |

| \| 2017년 1월 27일 (금요일) \| \| 편집 \| |  |      |
|                                           |  |      |
| 2017년 1월 27일 (금요일)                  |  | 편집 |

| 2017년 1월 27일 (금요일) |  | 편집 |

| \| 2017년 1월 28일 (토요일) \| \| 편집 \| |  |      |
|                                           |  |      |
| 2017년 1월 28일 (토요일)                  |  | 편집 |

| 2017년 1월 28일 (토요일) |  | 편집 |

| \| 2017년 1월 29일 (일요일) \| \| 편집 \| |  |      |
|                                           |  |      |
| 2017년 1월 29일 (일요일)                  |  | 편집 |

| 2017년 1월 29일 (일요일) |  | 편집 |

| \| 2017년 1월 30일 (월요일) \| \| 편집 \| |  |      |
|                                           |  |      |
| 2017년 1월 30일 (월요일)                  |  | 편집 |

| 2017년 1월 30일 (월요일) |  | 편집 |

| \| 2017년 1월 31일 (화요일) \| \| 편집 \| |  |      |
|                                           |  |      |
| 2017년 1월 31일 (화요일)                  |  | 편집 |

| 2017년 1월 31일 (화요일) |  | 편집 |

| <           | 2017년 1월 | 2017년 1월 | 2017년 1월 | 2017년 1월 | 2017년 1월 | >           |
| 일          | 월         | 화         | 수         | 목         | 금         | 토          |
| 1 12.4 무자 | 2 5 기축   | 3 6 경인   | 4 7 신묘   | 5 8 임진   | 6 9 계사   | 7 10 갑오   |
| 8 11 을미   | 9 12 병신  | 10 13 정유 | 11 14 무술 | 12 15 기해 | 13 16 경자 | 14 17 신축  |
| 15 18 임인  | 16 19 계묘 | 17 20 갑진 | 18 21 을사 | 19 22 병오 | 20 23 정미 | 21 24 무신  |
| 22 25 기유  | 23 26 경술 | 24 27 신해 | 25 28 임자 | 26 29 계축 | 27 30 갑인 | 28 1.1 을묘 |
| 29 2 병진   | 30 3 정사  | 31 4 무오  |            |            |            |             |

| - 1월 2일 - 존 버거 - 1월 4일 - 조르주 프레트르 - 1월 6일 - 옴 푸리 - 1월 7일 - 마리우 소아르스 - 1월 8일 - 악바르 하셰미 라프산자니 - 1월 10일 - 로만 헤어초크 - 1월 12일 - 윌리엄 피터 블래티 - 1월 14일 - 저우유광 - 1월 15일 - 지미 스누카 - 1월 16일 - 유진 서넌 - 1월 19일 - 미겔 페러 편집하기 |